# Folkrock
Folkrock is een muziekstijl die elementen van rock en folk combineert. Folkrock ontstond in de jaren 60 van de twintigste eeuw in de Verenigde Staten en het Verenigd Koninkrijk.
Het is een muziekstijl waarin vaak instrumenten uit de rockmuziek worden gebruikt. Toch heeft deze stijl over het algemeen geen ruige uitstraling; dat komt doordat er in folkrock grote accenten worden gelegd op de oude volksmuziek van het land.
Bekende namen van de folkrock zijn The Band, Bob Dylan, Runrig, Neil Young, Willie Nelson, Bonnie Prince Billy, Levellers, Mumford & Sons en Dropkick Murphys. Folkrock is belangrijk geweest voor de ontwikkeling van de gitaarrock.